# Banja (Priboj)
Pour les articles homonymes, voir Banja.
Banja (en serbe cyrillique : Бања) est une localité de Serbie située dans la municipalité de Priboj, district de Zlatibor. Au recensement de 2011, elle comptait 2 987 habitants.
Banja est officiellement classée parmi les villages de Serbie. La localité est une station thermale. Sur son territoire se trouve le monastère de Banja.

## Démographie

### Évolution historique de la population
| 1948  | 1953  | 1961  | 1971  | 1981  | 1991  | 2002  | 2011  |
| ----- | ----- | ----- | ----- | ----- | ----- | ----- | ----- |
| 1 639 | 1 765 | 2 148 | 2 300 | 2 164 | 2 157 | 2 163 | 2 987 |

|  |